# Elmar Rümmele

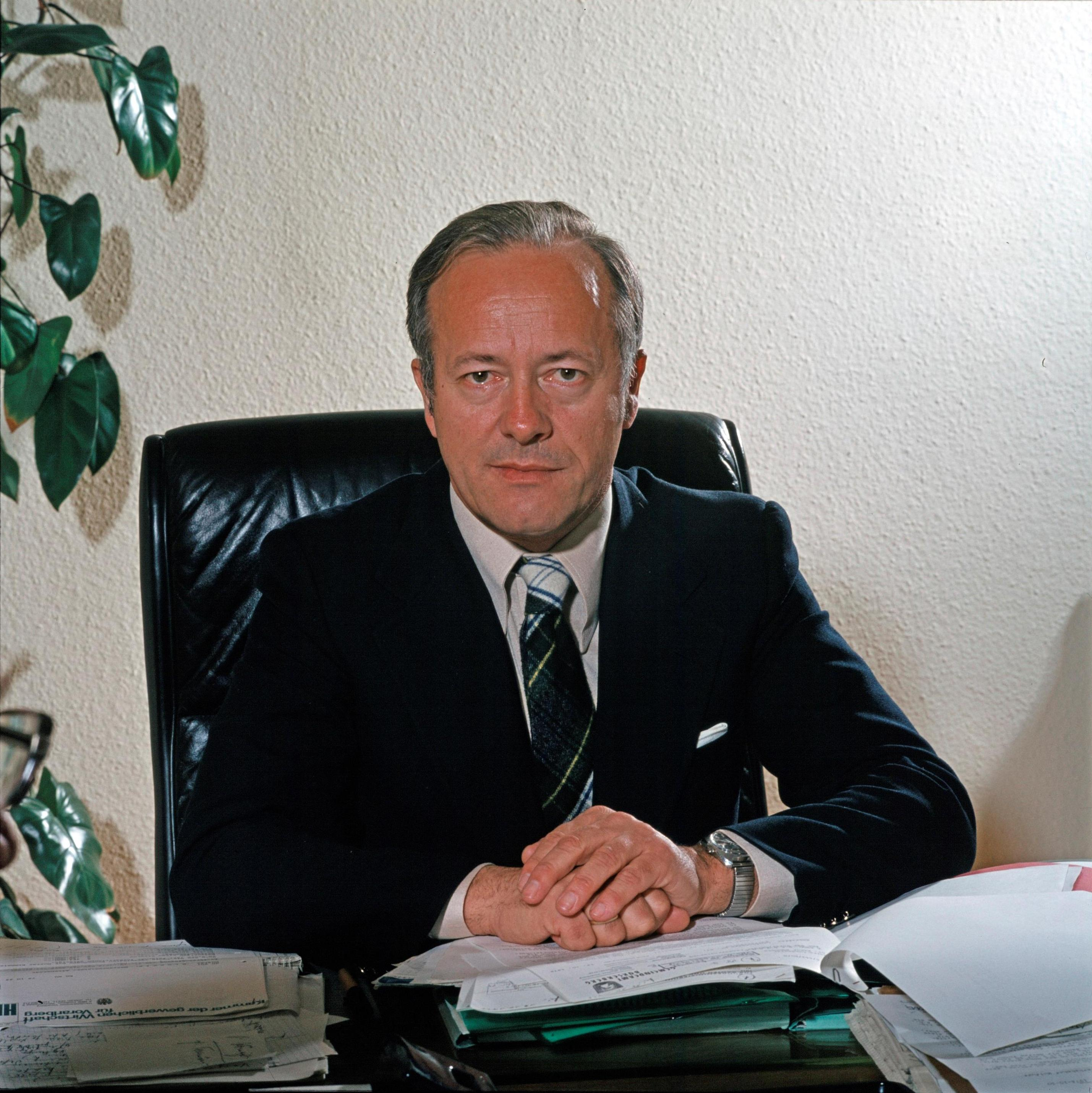
Elmar Rümmele (1978)

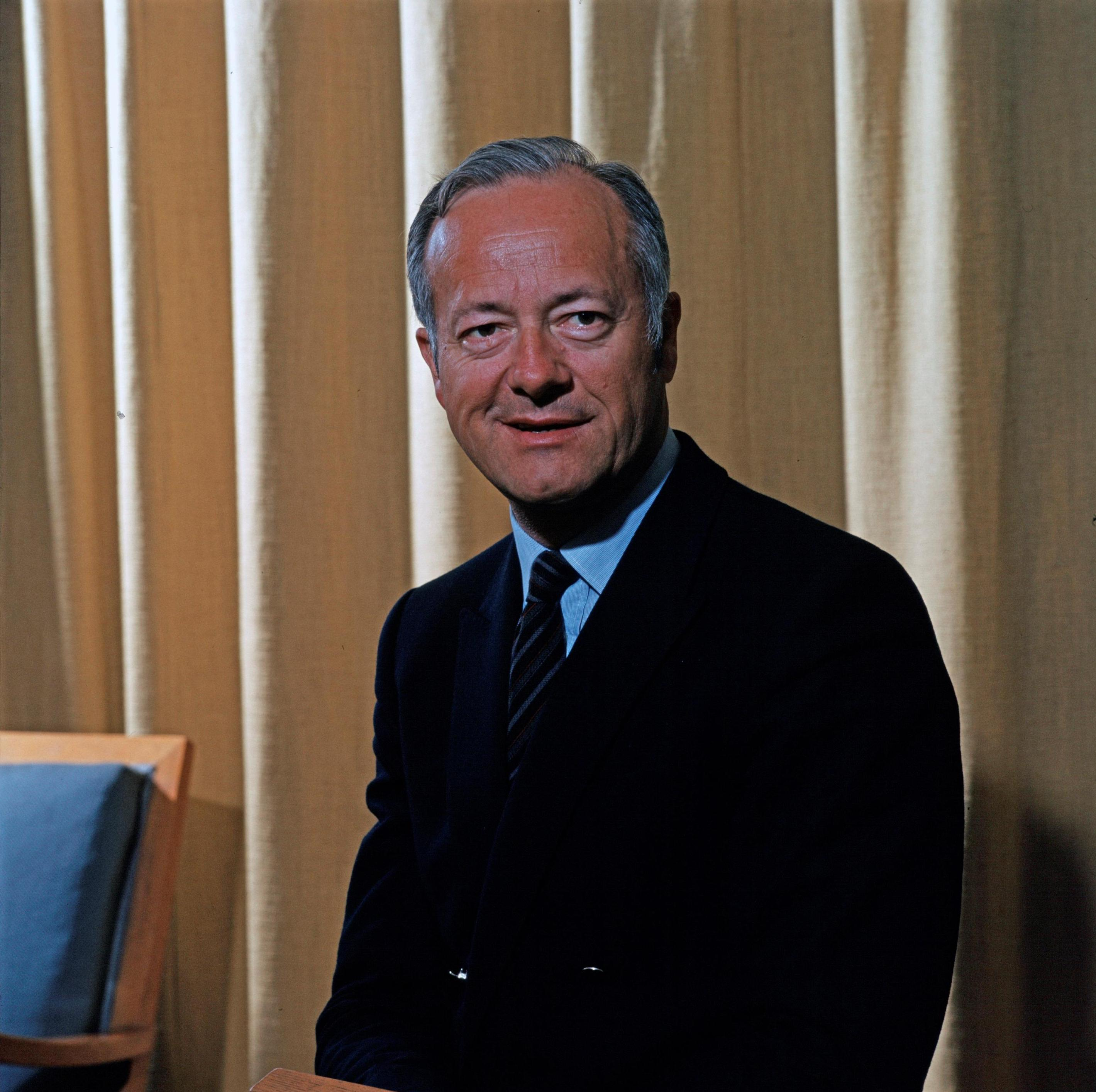
Elmar Rümmele (1981)

Elmar Rümmele (* 21. August 1927 in Dornbirn; † 1. Dezember 2008 ebenda) war ein österreichischer Wirtschaftsjurist und Landespolitiker der ÖVP in Vorarlberg. Er war von Jänner 1980 bis Jänner 1981 Landtagsabgeordneter und von 1974 bis 1984 als Landesrat Mitglied der Vorarlberger Landesregierung.

## Lebenslauf
Elmar Rümmele eröffnete 1954 nach dem Studium der Rechtswissenschaften an der Universität Innsbruck, das er mit der Promotion zum Doktor der Rechtswissenschaften (Dr. jur.) abgeschlossen hatte, eine Kanzlei als Wirtschaftsprüfer und Steuerberater in Dornbirn. Er engagierte sich in seiner beruflichen Standesvertretung und war von 1965 bis 1975 Landespräsident der Kammer der Wirtschaftstreuhänder in Vorarlberg und Mitglied des Kammertages.
Er wurde nach der Landtagswahl vom 20. Oktober 1974 erstmals am 4. November 1974 Mitglied der Landesregierung unter Landeshauptmann Herbert Keßler (Landesregierung Keßler III). Nach der Landtagswahl vom 21. Oktober 1979 wurde er zusammen mit den anderen Mitgliedern der Landesregierung in seinem Amt bestätigt und blieb bis zum Ende der Legislaturperiode am 20. Oktober 1984 im Amt (Landesregierung Keßler IV).
In seine Kompetenzen als Landesrat fiel der Straßenbau und die Verantwortung für den Aus- und Weiterbau des Bundes- und Landesstraßennetzes, darunter die wichtigen Abschnitte der Rheintal- und Walgauautobahn. Die Entwicklung des ersten Vorarlberger Landesfremdenverkehrskonzeptes während seiner Amtszeit wurde vor allem von der Tourismuswirtschaft gewürdigt. Viele wirtschaftspolitische Impulse wurden von ihm eingeleitet, darunter die Jungunternehmerförderung und die Gründung des „WIFI-Referats Forschung und Entwicklung“ in Dornbirn.
Elmar Rümmele  war bis zu seinem Tod einer der Geschäftsführer der Wirtschaftstreuhand- und Steuerberatungskanzlei „RTG - Dr. Rümmele Treuhand GesmbH“ in Dornbirn.

## Auszeichnungen
Am 21. März 1985 erhielt Elmar Rümmele das Goldene Ehrenzeichen des Landesverbandes Tourismus Vorarlberg. Am 26. Oktober 1985 wurde ihm das Silberne Ehrenzeichen des Landes Vorarlberg verliehen.